# オグシオ
オグシオとは、バドミントン元日本代表選手の小椋久美子（おぐら くみこ）と、潮田玲子（しおた れいこ）による女子ダブルスペア（2002年-2008年）の愛称。ともにもと三洋電機所属、北京五輪日本代表選手。

## 概要
- ともに1983年生まれ、右利き。小学生時代から全国大会の常連出場選手だった二人は2002年の三洋電機入社とともに正式にダブルスを組み、2008年にペアを解消するまで2006年アジア大会や2007年世界選手権の銅メダル、全日本総合選手権5連覇などの輝かしい成績を収めた。
- 揃って容姿に優れており、バドミントン界では陣内貴美子以来のルックスと実力を併せ持つアイドルアスリートであった。数々のメディア出演もこなし、競技の広告塔、所属企業のイメージキャラクターとしての役割も担った。

## 軌跡

### 出会い（小学校〜高校時代）
- 小学校低学年（潮田6歳、小椋8歳）からそれぞれ地元のクラブチームでバドミントンを始める。1995年、全国小学生大会シングルスの準々決勝で初対戦[1]。結果は潮田が勝ち3位、小椋が8位入賞[2]。
- 中学二年生の1997年、全日本ジュニア選手権の準決勝で対戦。この際も潮田が勝ち準優勝、小椋が3位入賞であった[3][4]。
- 高校一年生の時、アジアジュニア選手権の強化合宿において初めてダブルスを組む。
- 2000年、高校二年生の時に揃ってユース代表に選出される。同年度オランダジュニア国際競技とヨーロッパジュニアバドミントン選手権大会にそれぞれシングルスと他の選手と組んだ女子ダブルス、混合ダブルスで出場[5]。
- 高校三年生の2002年には小椋・潮田ペアでオランダジュニアおよびドイツジュニア参加、両方で準優勝の記録を残す[6][注釈 1]。また、アテネオリンピック特別強化指定選手に認定される[7]。

### 三洋電機入社以降（2002年〜2008年）
2002年
- 高校卒業後の2002年、ともに名門チームを擁する三洋電機へ入社。同社のバドミントン部に入部[8] し正式にペアを組み、特別枠でナショナルチームメンバーとして国際大会に出場し始める[注釈 2]。
- シングルスの強化練習も継続しており、小椋は社会人一年目にして、史上初の予選勝ち上がりからの全日本総合女子シングルス優勝者となった[10]。

2003年
- 4月、アテネ五輪出場を目指し選考レースに参加し始めるが、潮田が虫垂炎、また5月に小椋が足の指を骨折したことから主要大会では結果を出せなかった[11]。しかし国内では全日本総合選手権で準優勝にこぎつけ、潮田も女子シングルスで3位入賞という成績を残す[注釈 3]。

2004年
- 五輪出場を逃すものの、全日本総合では前年度覇者である同年度五輪代表の山本静香・山田靑子ペアを破り、悲願の初優勝を遂る（以降、ペア解散を宣言した2008年まで同大会5連覇）。
- ルックスの良さにより、このあたりからジャンクSPORTS等のメディア出演が増え、競技愛好者以外にも二人の存在が知られるようになった。また競技の広告塔としての役割を負い始める。

2005年
- アジア選手権女子ダブルスで準優勝[15]、また5つ星大会（当時。最高は世界選手権等の7つ星）であるデンマークオープンで、初の大型国際大会優勝を飾る[16]。

2006年
- 5月、東京で開催された国別対抗世界選手権のユーバー杯は準々決勝進出に留まったが、バドミントンでは異例の1万人が詰め掛け満員札止めとなり[9]、メディアではオグシオ効果とはやされた。
- 同年末の第15回アジア大会では、国別対抗戦で戦略によりペアを変えて臨んだ試合もあったものの[17] 銀メダルに寄与[18]、女子ダブルスでは銅メダルを獲得[19]。

2007年
- 8月の世界選手権で、準々決勝で周佳琦/辜姵婷（台湾）にストレート勝ちしベスト4入りを決めた。準決勝では連覇を狙った高崚/黄穂（中国）に1-2で惜しくも敗れたものの、山本・山田組以来4年ぶりとなる銅メダルを獲得した[20]（池田信太郎・坂本修一組と共にアベック入賞）。
  - この結果を踏まえ、同年10月には池田・坂本組とともに、JOC強化指定選手としてバドミントン競技初のエリートAに指定された[21]。
- 9月、財団法人日本バドミントン協会公認の「オグシオ公式写真集 ROAD TO BEIJING」（小学館出版）が発売され話題となる[注釈 4] [23]。
- 所属する三洋電機の広告に起用される（2007年冬季商品）[24][注釈 5]。

2008年
- 1月、JOCシンボルアスリートとなる[26]。
- 5月、前年4月からのオリンピック代表選考レースの結果、世界ランキング7位で北京オリンピック女子ダブルスへの出場権取得が正式確定。8月の五輪本番では、小椋の腰椎（ようつい）捻挫が4月中旬に再発していたことにより[27][28][29][30] ベストコンディションには程遠い状態だったものの、1回戦は格下のデンマークペアにファイナルセットの接戦を制して勝利[31][32]。続く準々決勝では優勝した中国ペアにストレートで破れ、5位入賞[33]。
- 北京五輪後は、小椋がロンドン五輪を目指すと早期に表明したのに対し、潮田は競技続行への揺れる心境を明らかにしていた[34] ことからその後の動向が注目されていたが、11月11日、潮田の現役続行の意思表明とともにペアの年内解消を正式発表した[35]。
- 人気ペアの解消宣言は各種メディアを賑わせたが、全日本総合では優勝有力候補とみなされた北京五輪4位入賞の末綱聡子・前田美順ペアをストレートで破り、大会5連覇を達成[36][37][注釈 6]。有終の美を飾り、約8年間ともに築き上げた栄光に終止符を打った。

ペア解消の理由
- ロンドン五輪出場を目指して進み始めたいと早期に決意できた小椋が[39]、その時点でこれまでと同じ過酷な戦いをすぐさま始める気になれなかった潮田の気持ちを察し、「他の選手とペアを組んで望みたい」と解消をもちかけた[40][41] [注釈 7]。

#### バドミントン以外の活動
- 2008年9月30日、大阪府警四条畷署の1日署長を務めた[43]。
- 2008年12月30日、東証の大納会に招待され、立会終了の鐘を鳴らした[44]。
- 2009年2月16日、大阪にて電子申告・納税システム（e-Tax）のPR[45]。

### ペア解消後（2009年〜）
潮田玲子
小椋久美子

## ペアの特徴

### プレースタイル
- 潮田が相手の球を利用して展開したラリーを小椋の強打で決める、というパターンがこのペアの理想的な展開である。勝つための戦略を小学生時代から教え込まれた潮田が相手を読みながら冷静に試合の流れをコントロールし、小椋が自分のプレーを相手にぶつけるかのように破壊力抜群のスマッシュを打ち込む[46]。協会理事は“カミソリの潮田、ナタの小椋”と評した[47]。
- 従来は長身で強烈なスマッシュを持つ小椋が後衛、ラケットコントールに優れた潮田が前衛の「トップ・アンド・バック」体勢の時に威力を発揮することが多かった。しかしワンパターン攻撃では世界に通用しないと「シオオグ」でも戦えるように強化されたことが、2006年度後半以降の大型国際大会4位以内入賞に繋がったと関係者はみている[48]。

ダブルスに大切なこと―自分たちの強み
- 陣内貴美子もダブルス経験者として、「この2人がすごいのは、どちらかの調子が悪くても、パートナーがしっかりとガマンして、支えること。ダブルスって、2人とも絶好調ということはそうそうないんですね。そこで調子のいいほうまで引きずられることが多いんですが、オグシオはしっかりとガマンできる。そうしているうちに、悪かったほうもエンジンがかかってきて、イッキにペースをつかむんです。」と評している。

成長
2007年度全日本総合選手権で4連覇達成後は、全日本初優勝当時と比べ、勝たなければならないプレッシャーの中でも状況に応じて作戦を立て、考えて戦えるようになったと潮田が言えば、小椋は勝ちにこだわる試合ができるようになったことが成長した部分だと思うと振り返った。

### その他

#### 正反対のふたり
- 思考回路自体では、潮田が論理的にものごとを認識する一方、小椋は感覚的に認識するタイプのようである[51]。
- プライベートでは小椋がしっかり者で潮田が大雑把な性格だという。遠征先での自由時間や休日の行動パターンは、小椋が屋内でゆっくりしているのに対し潮田は外出が多いなど、正反対な特徴を持つ[52][53]。
- 試合直前は、小椋が一人で集中したいタイプであるため、別々にアップをして試合に入る直前に確認し合う[54]。
- 家族以上に共に過ごす時間が長いが、性格や行動パターンの違いが上手くかみ合っているのでストレスを感じることがなく、ペアとしても大きな利点だろうと話す（小椋談）[54]。

#### オグシオ効果 ― 宣伝効果としての存在
オグシオの魅力について、あるスポーツマネジメント会社代表は「ペアであることが魅力を増している。それぞれのファンを獲得できるのでファン層を拡大しやすい」と分析し、CM総合研究所代表は「タレントに比べると地味でも応援したくなる存在。競技者として着実に実力をつけてきた姿は、ヴァーチャルで人為的な情報が多い社会で、うそがない存在として好まれている」と話した。
日本バドミントン協会
- 小椋・潮田組の前年度からの目立った活躍を受けて、2007年と2008年の2年間契約で野村證券が新規スポンサーにつき[57]、2007年度の全日本総合選手権にはトヨタ自動車、AIU、日清食品、はるやま商事の大手企業4社が大会スポンサーについた[58]。
- オグシオ人気により競技の知名度の上がったことから、バドミントン協会は競技のさらなる普及を考えナショナルトレーニングセンター内に殿堂入りする個人や団体を讃えるスペースを確保した[59]。
- 2007年度のバドミントン日本リーグでは、三洋電機チームが参戦する会場の観戦券が2大会連続で前もって完売するほどの売れ行きとなり[60]、北京五輪前の全日本実業団選手権熊本会場は、1400人収容のところほぼ満席となった[61]。
- 2008年度全日本総合選手権はペア最後の大会となったため、最終日には3千200人の観客が押し寄せ、立ち見が出るなど超満員となった[38]。
- ペア解消までに日本バドミントン協会にもたらした宣伝効果は200億円とも言われる[62]。また、正確な相関関係は不明確だが、協会によると2002年には18万4千人だった協会加盟者はオグシオ効果により22万7千人（2007年）に上がったという[63]。

三洋電機
- 大手広告代理店の試算によると小椋・潮田ペアによる三洋電機2007年度の宣伝効果は150億円ほどあり、同年秋から2008年春まで行った「オグシオキャンペーン」では対象商品の販売数が計画値を達成、社のイメージ向上で社員の士気が上がったという[64]。2007年、2008年のCM起用ではXactiが目標販売台数の2割増になる売り上げを達成し、広報担当者は「これほど三洋に貢献してくれた選手はいなかった」と振り返った[65]。

## エピソード

### バドミントン
- 二人が全国小学生大会で初対戦した日は大雪のクリスマスイブで、試合中に停電が起こるという印象的な出会い方となった。これについて、小椋は潮田のことをセンスが良く小学生とは思えない大人のようなプレーをする選手だったとはっきり覚えている一方、潮田は停電のことしか覚えていなかった。試合中断中は再開にそなえ体を動かす小椋とコート傍で座っていた潮田と二人は対照的だったが、開始後は潮田の圧勝だったという[66][67]。
- 二人が高2の時にアジアジュニア代表合宿に招集されたのはシングルスの有望選手強化のためだったが、遠征が決定している先輩ペアの練習相手にとダブルスを組まされ、初試合ながらもその正規ペアに勝ってしまった[68]。また、それまでは二人とも主にシングルスをやっていたので、ダブルス選手としての可能性、面白さに気づいたのはこの時が初めてだったという[69]。[注釈 8]
- 二人の三洋電機入社は、高校3年生の夏、すでに三洋電機に入社を内定していた小椋久美子が、「一緒にオリンピックを目指そう」と、地元の実業団から内定を得ていた潮田を熱心に電話や手紙で誘ったことから実現した[38]。また、マイナー競技からの脱却策としてバドミントンにも卓球界でいう福原愛のような存在が必要と考えた協会は、この頃から三洋電機のスタッフと「スターにしよう」とペアの路線について話し合っていた[63][71]。
- ユース時代から容姿で日本代表レベルになる以前から注目されていたので、当初は人気先行のペアと揶揄されることがあった。実力不相応なのに協会費で海外遠征に参加させてもらっていたこと、揃って怪我に悩まされたことから、2004年に全国タイトルを獲得するまではひたすら耐える期間であった[72]。
- 2004年5月、あと一歩でアテネ五輪出場を逃した二人は、五輪とは本当に出たいと強く想う人が出られるものだと痛感したという[73]。その時点ではまだ日本一にもなっていなかったので、先ずは日本一を目指そう[74]、「4年間死ぬ気で頑張ろう」と誓った[75][76][77]。
- 2004年全日本総合女子ダブルス決勝戦を制した際に脱水症状で倒れ、揃って救急車で病院へ運ばれたという[78]。
  - バドミントン競技のダブルス種目は無酸素運動に近いので、酸欠状態でクラクラしたり試合後に頭がボーッとする（小椋談）ことや、頭痛がするため試合中もよくツボを押している（潮田談）ということがある[79]。
- 2006年5月、50日間の長期合宿[80] を経て臨んだユーバー杯では、自国開催などの利点もあり前回2004年の銅メダルを超える結果を望んでいたが、過去に例のない会場を埋め尽くす観客数がプレッシャーとなり[81][82]、2-5でチーム敗退が決まったあとは日が明けても泣き続けたままだったという[注釈 9]。競技の広告塔としての役割を背負い過ぎてしまっていた二人は、周囲の期待と実力が噛み合っていなかったと、今後はまず自分たちのために頑張ると考え方を改めた[9][84]。
- 2008年2月3日、石川県白山市で開催された全日本代表選手交流会では、エキシビジョンとしてペアを解体して初のダブルス対決を披露した。1マッチ制、22-20で潮田・赤尾組が小椋・松田組に勝利した[85]。また、1ポイント勝負で二人のシングルス対決もあり、こちらは小椋が勝った[86]。
- 北京五輪出場決定後、小椋は自分が腰椎ねんざ再発でリハビリに徹していた期間、他の選手とコートに入っていた潮田からのメールに「頑張れ」という言葉がないことに気づいた。話してみると、焦りやすい小椋の性格を考慮しての判断だったという[87]。リハビリの辛さを分かっていたため、潮田はコートの中で頑張る自分の姿を見せることで励まそうとしており[88]、そんな心遣いに小椋は「離れてみて、自分は一人じゃないと改めて感じた。レイちゃんは本当に大切な存在だと思った」と語っている[89]。

北京五輪準々決勝敗退後のコメント
- 全日本総合選手権女子ダブルス種目の5連覇は田児よし子（旧姓：米倉よし子）、徳田敦子組に続く史上2組目である[38]。

全日本総合5連覇達成後の主なコメント
- 「今日の試合は一生忘れられない。強い私たちで終わりたいと思っていた」（潮田）[36]
- 「一生忘れられない試合になった」（小椋）[38]
- 「1秒でも長くコートに立っていたかった」、「自分たちがこの4年間（の日本）を引っ張ってきたのは間違っていなかったことをもう一度、証明したかった」[注釈 10]

### その他
- 2007年には週刊少年マガジンで連載中のスマッシュ!に登場し、同作品の映画化決定にあたり女優デビューするという話もあった[90][91]。
- 2007年8月の世界選手権銅メダル獲得後には10社以上もの企業からCM起用へのオファーが集まった[92]。
- 第24回2007年度流行語大賞の候補に「オグシオ」が選出される[93]。
- 2008年初練習のあと、石切神社でおみくじを引いた結果は潮田が人生初の「凶」、小椋が「吉」だった[94]。
- 『熱闘オグシオ』（NHKエンタープライズ、2008年発売）はスポーツジャンルでは異例の5000枚を出荷。公式写真集（2007年発売）は、アイドルでも通常5000部ほどの発行部数のところ、異例の1万5000部が発行された[95]。
- 2008年度のヨネックスオープンジャパンは出場キャンセルしたものの、会場で行われたオークションでは二人のサイン入りラケットバックが12万円で落札される[96]。2009年度の同大会では同じく二人のサイン入りラケットバッグ2点が5万5千円と3万円で落札された[97]。
- ペア最後のDVD『オグシオ・ファイナル』（NHKエンタープライズ）はオリコンDVDランキングのスポーツ関連DVD部門（4月20日付）で初動売上記録、累積売上記録ともに、歴代2位を記録した[98]。

## ノート
1. ↑  ただし、もともと決勝進出を予期されていなかったことから、ドイツジュニアでは航空券の日程の都合より決勝戦を棄権するという不遇を強いられた。
2. ↑  この配属は将来性を買われたことによるものだったので、一年目の代表合宿では「顔で（メンバーに）入ったんじゃないの」と先輩に言われたこともあったという[9]。
3. ↑  これは国際大会に参加できなかった期間、他の選手とのペアリングを協会から提案されたものの、五輪出場を考えるようになったのは小椋の誘いがきっかけで他の選手との参加は考えられないと拒否し、小椋の回復を待ち一人シングルスの練習をしていたからである[12][13][14]。
4. ↑  競技団体が特定の選手の写真集を公認するのは異例だが、バドミントン界を代表する存在であるオグシオの写真集により競技の知名度が高まれば全体の利益になること、また売上の数％は協会に入るためである[22]。
5. ↑  ただし社員なので出演料はない[25]。
6. ↑  ちなみにこれは小椋が持病の腰痛のみならず二日前の準々決勝で右足に捻挫を負い、左ひざにも故障を抱えている上での優勝であった[38]。
7. ↑  バドミントン競技の五輪出場権は、現行制度では開催年5月初めの世界ランキングにより決まり、前年一年間に国際大会で一定のポイントを稼ぐことが条件となる。それには獲得ポイントが高いスーパーシリーズ大会に出場することが近道だが、同シリーズ大会に出場するにも一定の世界ランキングを維持しなければならず、目指すのであれば早くから国際大会へ参加し始めた方がよいためである[42]。
8. ↑  この組み合わせについて潮田は偶然だったと振り返っているが、当時のジュニア女子日本代表監督であった佐藤秀夫は、二人の将来を見据えての選択だったと振り返っていた[70]。
9. ↑  特に小椋の得た精神的ダメージは大きくラケットが握れなくなり、1ヶ月半ほど実家で療養期間を送らざるをえなくなった[83]
10. ↑  「名勝負だった。第1ゲーム、20-20から延長に入り、オグシオがつかんだ6度目のゲームポイントで決着がついた。第2ゲームは最後に6ポイント連取で逆転。300試合を超えるオグシオの歴史は、潮田のバックのストップ・ショットで幕を閉じた」[41]。

## 主な戦績

### 国内
- 2002年
  - 全日本社会人選手権大会 ダブルス3位
- 2003年
  - 全日本総合選手権大会 ダブルス準優勝
- 2004年
  - 日本ランキングサーキット大会 ダブルス3位
  - 全日本社会人選手権大会 ダブルス優勝
  - 全日本総合選手権大会 ダブルス優勝
- 2005年
  - 日本ランキング大会 ダブルス3位
  - 全日本社会人選手権大会 ダブルス優勝-2連覇
  - 全日本総合選手権大会 ダブルス優勝-2連覇
- 2006年
  - 全日本総合選手権大会 ダブルス優勝-3連覇
- 2007年
  - 全日本総合選手権大会 ダブルス優勝-4連覇
- 2008年
  - 全日本総合選手権大会 ダブルス優勝-5連覇

### 海外
- 2001年
  - ヨネックスオープンジャパン ダブルスベスト32
- 2002年
  - オランダジュニア ダブルス準優勝
  - ドイツジュニア ダブルス準優勝
  - マレーシアオープン ダブルスベスト8
  - アジア選手権 ダブルスベスト8
- 2003年
  - タイオープン ダブルス3位
  - アジアサテライト・タイ ダブルス準優勝
  - スコットランド国際 ダブルス 優勝
- 2004年
  - ヨネックスオープンジャパン ダブルスベスト8
  - デンマークオープン ダブルスベスト8
- 2005年
  - 韓国オープン ダブルスベスト16
  - ヨネックスオープンジャパン ダブルス3位
  - アジア選手権大会 ダブルス準優勝
  - デンマークオープン ダブルス優勝
- 2006年
  - 全英オープン ダブルスベスト8
  - ユーバー杯（国別対抗世界選手権）日本代表 団体ベスト8
  - 世界選手権 ダブルスベスト8
  - アジア大会 団体銀メダル ダブルス銅メダル
- 2007年
  - 世界選手権 ダブルス3位
- 2008年
  - 大阪インターナショナル ダブルス 優勝
  - 北京オリンピック ダブルスベスト8

## 受賞歴
- 平成19年度文部科学省スポーツ功労者顕彰
- 東京運動記者クラブ・バドミントン分科会 2006年度最優秀選手[99]
- 関西運動記者クラブ 2007年度第51回関西スポーツ賞
- テレビ朝日 2007年度第42回テレビ朝日ビッグスポーツ賞 五輪奨励賞
- デイリースポーツ社 平成19年度ホワイトベア賞[100]

## 出版物・出演

### 教則本
- DVDブック 小椋久美子&潮田玲子のバドミントンダブルスバイブル-基礎編 ベースボールマガジン社 ISBN 9784583038544
- DVDブック 小椋久美子&潮田玲子のバドミントンダブルスバイブル-レベルアップ編 ベースボールマガジン社 ISBN 9784583038698

### 写真集
- オグシオ公式写真集 ROAD TO BEIJING 小学館 ISBN 9784096820155

### DVD
- 熱闘オグシオ Road to Champion NHKエンタープライズ

### トレカ
- BBMバドミントン日本代表カードセット200「Be ACTIVE」 ベースボール・マガジン社

### テレビ出演
- 毎日放送 「VOICE」 （関西ローカルニュース＝オグシオの無名時代から放送）
- 読売テレビ 「雨スポSTYLE」 （2005年2月18日その他放送）
- J-Sports ESPN 「Moving'you. Honda」 （2005年6月3日、2008年2月22日、3月7日放送）
- フジテレビ 「ジャンクSPORTS」 （2005年6月12日・7月3日、2006年1月8日、他数回放送）
- 日本テレビ 「TOKIO☆山口達也のなでしこS印」 （2005年6月25日放送）
- 読売テレビ 「雨スポスペシャル：美女も野獣も大集合！！一流アスリートの裏側、全部見せます！！」 （2006年1月8日放送）
- 朝日放送 「ドリームサポーター2008 アスリートの夢叶えますSP」 （2006年2月5日放送）
- NHK教育 「トップランナー」 （2007年11月10日放送）
- TBSテレビ 「関口宏の東京フレンドパークII」 （2008年9月22日放送）
- フジテレビ 「とんねるずのみなさんのおかげでした」 （2008年9月25日放送）
- テレビ朝日 「オーラの泉」 （2008年10月04日放送）
- テレビ朝日 「夢対決!とんねるずのスポーツ王は俺だ!スペシャル」 （2009年1月2日放送）

### 雑誌
- バドミントンマガジン
- 月刊TV SPORTS（月刊テレスポ！） 創刊第2号 2005年11月15日発売号[101]
- AERA 2006年8月7日号記事[102]、2008年6月2日号表紙[103]
- RONSPO 論スポ 創刊号 2008年6月2日発売号[104]
- 週刊少年マガジン 2008年14号
- 週刊文春 「モノクローム美女図鑑 オグシオ」 2008年11月27日発売号
- その他（主に三洋電機バドミントンチーム公式ページにて確認可能）

### CMなど
- アサヒ飲料 スポーツドリンク「SUPER H2O」 2007年3月28日初放送[105]
- 三洋電機 「Xacti」「airsis」「AQUA」「eneloop」 2007年11月17日〜2008年3月末[106]
- AIU保険会社 『がんばれ！ニッポン！』プロジェクト 2008年6月2日初放送[107]
- 大塚製薬、「オロナミンCドリンク」 2009年3月28日初放送[108][109]

### 政府刊行物
- 東京都 2005年度 「秋の全国交通安全運動」ポスター[110]
- 厚生労働省 2006年度 「全国労働衛生週間」ポスター[102]
- 総務省消防庁 2008年度 「危険物安全週間の啓発ポスター」[111]